# 베를린 분데스플라츠역
베를린 분데스플라츠역(Bahnhof Berlin Bundesplatz)역은 베를린 템펠호프쇠네베르크구 프리데나우와 샤를로텐부르크빌머스도르프구 빌머스도르프 경계면에 있는 베를린 순환선 및 베를린 U9의 철도역이다. 아우토반 100호선이 근처를 지나가며, 분데스플라츠와 순환선의 교차점에 역사가 설치되어 있다.

## 순환선

### S반
순환선 교각이 당시의 슈트라스부르거 플라츠(Straßburger Platz) 남쪽을 지나면서 이 역의 전신이었던 빌머스도르프-프리데나우역(Wilmersdorf-Friedenau)이 건설되었으며 1877년 11월에 개업했다. 순환선이 복복선화되면서 1892년 5월 1일 현재의 역 위치에서 약간 동쪽으로 이전했다. 순환선이 전철화되면서 1928년 11월 6일 S반 정차역으로 편입되었으며 1938년에는 빌머스도르프역(Wilmersdorf)으로 개명되었다. 1980년 독일국영철도 파업 당시 S반 영업이 중단되었으며 독일의 재통일 이후에 운행이 복구되었다. 이 과정에서 1992년/1993년에 먼저 개통되었던 지하철 노선과의 환승 편의를 위해서 분데스플라츠 방면으로 서쪽으로 110 m 이전했다. 새로운 환승 통로도 같이 건설되었다. 도시 철도역의 이름을 따라서 현재의 명칭으로 개칭되었다. 1993년 12월 17일에 현재의 S반 정차역이 개업했다.
승강장에 승무용 조망실이 있는 20개의 역 중 하나이다. 2015년 말에는 1인 승무용 ZAT-FM이 설치되었다.

### 화물역
열차선에는 빌머스도르프 화물역(Güterbahnhof Wilmersdorf)이 설치되어 있다. S반 승강장의 남동쪽에 설치되어 있으며 인스브루커 플라츠역 일대까지 이어진다. 1996년 이노트랜스 옥외 전시장으로도 사용되었다.
화물역 폐역 이후 2008년에는 선로가 철거되었다. 2010년에는 도이체 반에서 58,000 m² 부지를 매각했다. 해당 부지에는 프리데나우어 회에(Friedenauer Höhe) 주택 단지 및 상업 시설이 설치되었다. 라이너 륌러가 설계한 화물역을 제어하는 Wl 신호소는 아우토반 100호선 건설과 함께 건설되었으며, 1971년 6월부터 2003년까지 사용했다가 2014년 초에 철거되었다. 2015년 10월 6일 독일 연방철도청이 해당 부지를 철도 부지에서 지정 해제했다.

## 도시 철도
분데스플라츠 지하철역은 1971년 1월 29일에 개업했다. 1962년부터 1968년까지 진행된 G선(오늘날의 U9) 공사의 일부로 포함되었다. 라이너 륌러가 역사를 설계했다. 분데스알레(Bundesallee)가 순환선 철도 아래를 통과하는 지하 차도 때문에 같은 노선상에 있는 베를리너 슈트라세역과 비슷하게 양방향 승강장이 별도의 터널상에 건설되었다. 전체적으로는 폐쇄형 상대식 승강장 형태를 가지고 있으며, 대합실을 통해서 양방향을 오갈 수 있다.
승강장 외벽은 흰색 타일이며, 선로 쪽의 외벽은 파란색이다. 원래의 역명판은 역사 외벽 중앙을 평행하게 따라 가는 흰색 타일 위에 금속제 글자로 역명이 표기된 형태였다. 비슷한 양식은 프리드리히빌헬름플라츠역 및 베를리너 슈트라세역에서 볼 수 있었다. 2006년부터 2008년까지 승강장 개보수 공사를 거쳤다. 승강장 외벽 타일은 더 커졌으며, 선로 쪽 외벽 타일은 라트하우스 슈테글리츠 방면 서쪽 승강장은 파란색, 오슬로어 슈트라세 방면 동쪽 승강장은 갈색으로 변경되었다. 대합실은 파란색, 갈색, 흰색을 사용했다. 외벽에는 과거 분데스플라츠 일대 사진이 전시되어 있다. 밝은 회색 화강암으로 바닥이 교체되었고 점자 블록이 설치되었다.

## 인접 철도역
| 베를린 S반                                        | 베를린 S반 | 베를린 S반                                   |
| ------------------------------------------------- | ---------- | -------------------------------------------- |
| 인스브루커 플라츠 반시계방향 순환                 | S41 · S42  | 하이델베르거 플라츠 시계방향 순환            |
| 하이델베르거 플라츠 베스트엔트 방면               | S46        | 인스브루커 플라츠 쾨니히스 부스터하우젠 방면 |
| 베를린 지하철                                     |            |                                              |
| 프리드리히빌헬름플라츠 라트하우스 슈테글리츠 방면 | U9         | 베를리너 슈트라세 오슬로어 슈트라세 방면     |